# I Can't Get Next to You
"I Can't Get Next to You" is een hitsingle van de Amerikaanse soul- en R&B-groep The Temptations. Het nummer, afkomstig van het succesvolle album "Puzzle People", was de tweede nummer één hit voor The Temptations, na "My Girl" uit 1964. Het was de eerste nummer één single nadat David Ruffin de groep verliet en de komst van zijn opvolger, ex-lid van The Contours, Dennis Edwards. "I Can't Get Next to You" werd als #1 hit op de poplijst opgevolgd door "Suspicious minds", de laatste #1 hit in de Verenigde Staten van Elvis Presley. Niet alleen op de poplijst, maar ook op de R&B-lijst bereikte het nummer de top van de lijst. Hierop werd het nummer van de meest populaire mannengroep van Motown opgevolgd door "Baby I'm For Real", een single van een andere Motown groep, The Originals. Naast dat "I Can't Get Next to You" succes kende op de hitlijsten, was het ook de meest verkochte single van de groep ooit.
"I Can't Get Next to You" werd, net als vele singles na het succes van "Ain't Too Proud To Beg" uit 1966, geproduceerd door Norman Whitfield. Ook schreef hij aan het nummer, dit in samenwerking met Barrett Strong. Net als de voorgangers van het nummer, "Don't Let The Joneses Get You Down", "Run Away Child, Running Wild" en "Cloud Nine", werd ook "I Can't Get Next To You" in de psychedelic soul sfeer geschreven. Zo komt het ook dat alle leden van The Temptations een leadpartij in het nummer hebben. Naast dit kenmerk is ook de instrumentatie typisch voor de psychedelic soul. De basis van de single zijn de elektrische gitaren, de harde piano en de drums. Het intro van het nummer is overigens een pianosolo in blues stijl, gespeeld door Earl Van Dyke. Voor die solo zijn eerst de pratende en juichende Temptations te horen. Dit laatstgenoemde gedeelte wordt overigens ook gebruikt als intro van de opvolger van "I Can't Get Next To You", "Psychedelic Shack".
Het onderwerp van het nummer is dat de verteller allerlei bovennatuurlijke krachten heeft, maar dat hij er niks aan heeft, omdat hij ondanks dat niet de vrouw kan krijgen. Tijdens het nummer wordt aan de hand van voorbeelden als "I can fly like a bird in the sky and I can buy anything that money can buy" ("Ik kan vliegen als een vogel in de lucht en ik kan alles kopen wat ik wil kopen") aangegeven dat hij die bovennatuurlijke krachten wel degelijk bezit, maar er dus niet zijn geliefde mee kan krijgen.
"I Can't Get Next to You" werd meerdere malen gecoverd onder andere door artiesten als Annie Lennox, Toto, The Rolling Stones en Savoy Brown. De meest succesvolle cover werd echter opgenomen door soulzanger Al Green. Zijn versie van het nummer is langzamer dan het origineel en omdat hij een solo-artiest is worden alle regels door hem alleen gezongen. De cover werd in 1970, een jaar na het origineel, uitgebracht. Het bereikte de zestigste plaats op de poplijst en de elfde op de R&B-lijst.

## Bezetting
- Lead: Dennis Edwards, Eddie Kendricks, Melvin Franklin, Otis Williams en Paul Williams.
- Achtergrond: Paul Williams, Melvin Franklin, Otis Williams, Eddie Kendricks en Dennis Edwards
- Instrumentatie: The Funk Brothers
- Schrijvers: Norman Whitfield en Barrett Strong
- Productie: Norman Whitfield